# Fantasy Island (telefilme)
Fantasy Island é um telefilme estadunidense de 1977 dirigido por Richard Lang e roteirizado por Gene Levitt, sendo o primeiro de dois filmes pilotos produzidos pela Columbia Pictures Television e a Spelling-Goldberg Productions para a exibição no canal ABC. Sua estréia ocorreu em 14 de janeiro de 1977, praticamente um ano antes da exibição do segundo filme, "Return to Fantasy Island" exibido em 20 de janeiro de 1978, e do seriado Fantasy Island, que estreou em 28 de janeiro de 1978.

## Enredo
O filme conta a história de três desejos, ou três fantasias: "romance da Segunda Guerra", "a caçada" e "o funeral".

### Romance da Segunda Guerra
Bill Bixby é Arnold Greenwood, um ex-jornalista do exército americano lotado em Londres na Segunda Guerra Mundial. Numa de suas folgas de final de semana, conheceu Francesca Hamilton (Sandra Dee) e os dois tiveram uma tórrida paixão de apenas dois dias. A fantasia de Arnold é reviver este momento.

### A caçada
Hugh O'Brian é o caçador e organizador de safáris, Paul Henley. Seu desejo é ser perseguido por outros caçadores numa verdadeira caçada. Para sua surpresa, Roarke lhe arranja uma companhia, Michelle (Victoria Principal), uma mulher sem qualquer experiência ou conhecimento de safáris, com o objetivo de dificultar as estratégias de fuga de Henley. Outra ato inesperado são os oponentes de Paul, que além de serem caçadores profissionais, são também pessoas que por algum motivo, foram prejudicados por ele.

### O funeral
Eleanor Parker é a poderosa empresária Eunice Hollander Baines, que deseja reunir algumas pessoas de seu convívio para um funeral; o seu próprio funeral de mentira. A intenção de fingir a sua morte é para descobrir o comportamento destas pessoas em relação a situações como de herança, cargos na empresa ou apenas descobrir se era estimada por eles. Para sua surpresa, uma irmã com quem a anos não tinha contato, junta-se aos demais para o evento. Eunice usa um disfarce de serviçal para estar próximo destas pessoas e descobre que sua secretária pessoal, Connie Raymond (Tina Sinatra), não tem qualquer apreço por sua chefe. Também descobre que seu irmão, Charles Hollander (Dick Sargent) não faz qualquer questão de ocupar o seu cargo na empresa, por considerar-se um péssimo empresário. E por fim, descobre que sua irmã, Elizabeth Hollander (Carol Lynley), é amante do seu marido, Grant Baines (Peter Lawford), e ambos, ao descobrirem toda a farsa do funeral, tentam matá-la para assim, ficarem juntos.

## Telefilme x episódios e cenário principal

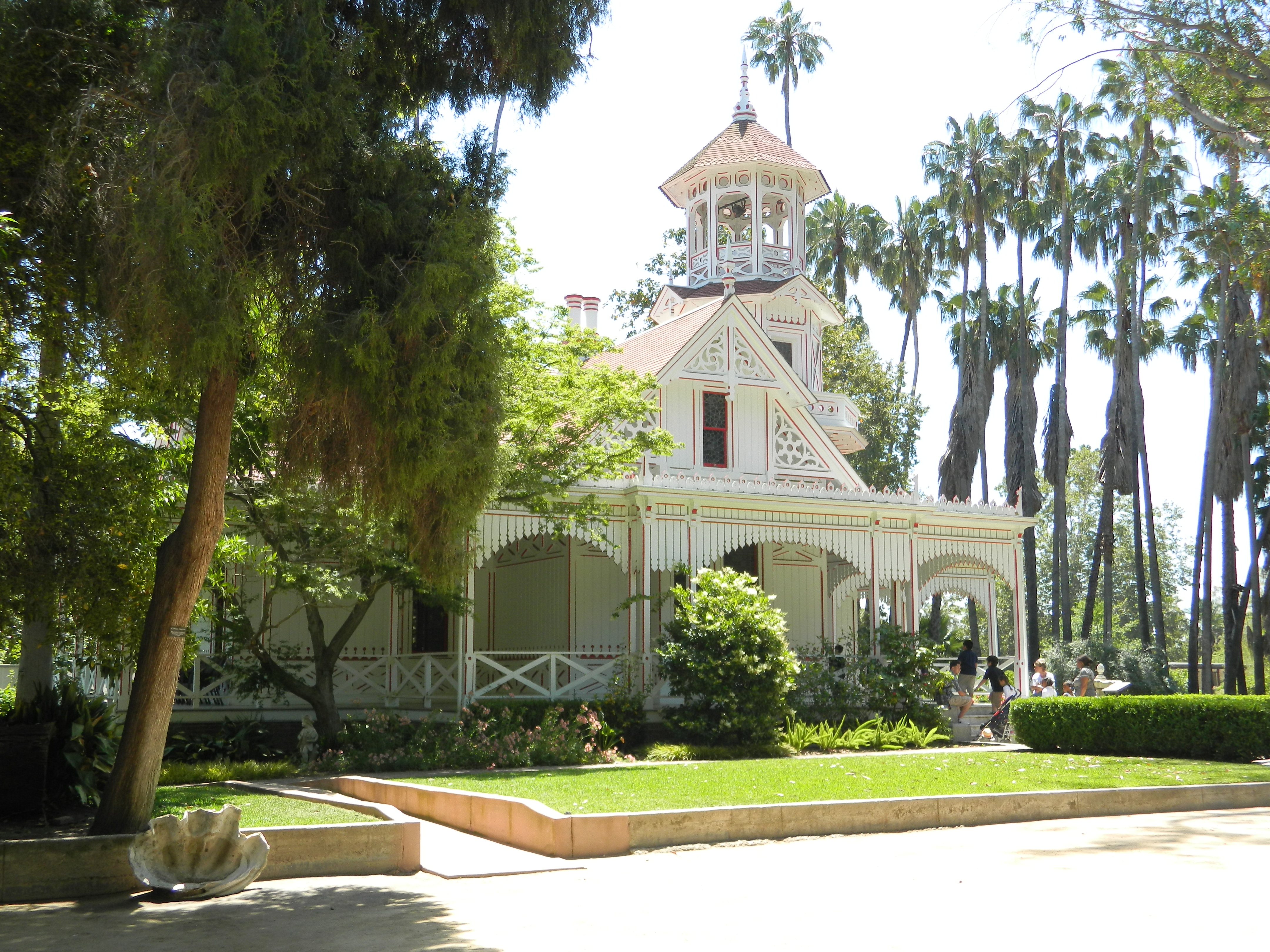
Casarão em arquitetura Queen Anne, principal locação do filme e que se manteve na série

São três particularidades que diferem este filme piloto dos episódios da série: primeiro detalhe é o tempo de duração do telefilme, de 1 hora e 40 minutos, enquanto os episódios não passam de 50 minutos; segundo detalhe são as três histórias enquanto no episódios da série são duas histórias; terceiro detalhe é em relação ao final do filme. Na chegada do avião para que os hospedes da ilha iniciem a viagem de retorno, simultaneamente chegam novos três hospedes para iniciarem suas estadias e histórias. Isso não ocorre nos episódios, e desta maneira a produção deixa claro a continuidade do enredo com a futura estréia do seriado.
Entre os atores do elenco principal do filme piloto, vários retornaram ao seriado interpretando novos papeis, como foi o caso de Carol Lynley, Sandra Dee, Hugh O'Brian, Eleanor Parker e Peter Lawford, em um ou mais episódios.
O casarão principal, em arquitetura Queen Anne e onde encontra-se o sino que Tattoo toca no início do filme, não é cênico. É a casa histórico localizada no meio do "Los Angeles County Arboretum and Botanic Garden". Foi uma locação para o filme piloto e adotada para toda a série.

## Elenco
- Ricardo Montalban ... Mr. Roarke
- Hervé Villechaize ... Tattoo
- Bill Bixby ... Arnold Greenwood
- Sandra Dee ... Francesca Hamilton
- Hugh O'Brian ... Paul Henley
- Victoria Principal ... Michelle
- Eleanor Parker ... Eunice Hollander Baines
- Dick Sargent ... Charles Hollander
- Carol Lynley ... Elizabeth Hollander
- Peter Lawford ... Grant Baines
- Tina Sinatra ... Connie Raymond